# John Prevas
John Prevas (n. Baltimore, Maryland, segle XX) és un historiador, erudit de clàssics, autor i mediador estatunidenc.
Prevas va ser acadèmic de residència i professor ajudant de clàssics a l'Eckerd College des del 2001 fins al 2011 impartint cursos d'història grega i romana antiga, llatí i dret. Des de 2015 és professor visitant de clàssics a la Universitat del sud de Florida. És autor d'Hannibal Crosses The Alps (2001), Xenophon's March: Into the Lair of the Persian Lion (2002) i Envy of the Gods (2004), una història del desafortunat viatge d'Alexandre el Gran pel desert de Gedrosian al Pakistan i el best-seller del 2009NYT, Power Ambition Glory, coautor amb Steve Forbes. El seu darrer llibre és Hannibal's Oath (DaCapo Books 2017).
Prevas va néixer a Baltimore, Maryland, i es va llicenciar en història per la Universitat de Maryland, va cursar un màster en psicologia de l'educació per la Universitat Johns Hopkins, va cursar un màster en ciències polítiques per la Universitat de Maryland i va cursar un dret en Antioch School of Law, Washington DC. Va aparèixer al programa Unconventional Warfare del programa History Channel del 2002, que discutia la invasió d'Hannibal a Itàlia creuant els Alps i en una pel·lícula de la BBC National Geographic sobre Hannibal el 2008.